# La Nación (Buenos Aires)
La Nación es un tradicional periódico conservador liberal argentino con sede en la ciudad de Buenos Aires. La expresión también es parte del nombre del canal de televisión La Nación + y de la tarjeta Club La Nación; todos parte del grupo empresarial homónimo.
El diario La Nación fue lanzado el 4 de enero de 1870, fundado por Bartolomé Mitre (1821-1906) dos años después de finalizar su mandato como presidente de la República Argentina. Expresó la opinión del «mitrismo» y de los partidos políticos en que se organizó: Partido Nacionalista, Unión Cívica Nacional y Partido Republicano.
La circulación del diario impreso se ha reducido en los últimos años, cayendo de un promedio diario de 158.740 en 2003, a 133.987 en 2013 y a 37.003 en 2023, una caída del 77% en veinte años, que afecta al conjunto del periodismo gráfico y que se relaciona con la digitalización de la información y con Internet. En 2023 era el segundo diario más leído de la Argentina en formato impreso, detrás de Clarín (43.419 ejemplares). Desde 2021 es el segundo medio más leído en formato digital, detrás de Infobae.
Desde el 29 de enero de 2019 se imprime en los talleres gráficos del Grupo Clarín en la Ciudad de Buenos Aires. Su redacción se localiza en los primeros pisos de la Torre Al Río, sobre la Avenida del Libertador 101 en Vicente López, en la Provincia de Buenos Aires.

## Historia

### Fundación
El diario La Nación fue creado en 1870 por el político argentino Bartolomé Mitre, quien fue uno de los líderes del Partido Unitario y sus sucesores, el Partido Liberal hasta 1862 y luego líder del Partido Nacionalista, con el que fue elegido presidente de la Nación en 1862, luego de vencer militarmente al líder del federalismo, el entrerriano Justo José de Urquiza, en la batalla de Pavón (1861). Terminado su mandato presidencial en 1868, Mitre nombró el periódico a partir del nombre de su partido político, que aludía a su proyecto de conformar un fuerte Estado nacional, con sede en la ciudad de Buenos Aires. La Nación fue clausurado por primera vez en 1874, durante seis meses, por el gobierno de Domingo Faustino Sarmiento, cuando Mitre se levantó en armas enarbolando la bandera de la pureza del sufragio, contra el gobierno constitucional y fue condenado a muerte.

### El roquismo
En 1874 fue elegido presidente Nicolás Avellaneda, candidato del recién creado Partido Autonomista Nacional (PAN), que establecería un régimen de virtual partido único durante 42 años, amparado en la falta de elecciones libres debido al sistema de voto cantado, que se mantendría en el poder bajo el liderazgo del general Julio Argentino Roca. La Nación se constituyó entonces en la plataforma de acción política del "mitrismo", que se configuró como una de las principales fuerzas de oposición al "roquismo", el PAN y la llamada Generación del 80, cuya principal expresión mediática fue el diario La Prensa, dirigida por el político roquista José C. Paz.
En 1876 el presidente Avellaneda volvió a clausurar el diario, a pedido de Sarmiento. Pocos meses después, Avellaneda llegó a un acuerdo con Mitre, perdonándole la condena a muerte que le había impuesto un tribunal militar en los días finales de la presidencia de Sarmiento.
En 1880, poco antes de que Roca sucediera a Avellaneda en la Presidencia, La Nación dejaba en claro su postura frontalmente antiroquista y denunciaba que, en caso de ganar, se establecería un régimen de corrupción:

[Julio Argentino Roca:] Mazorquero, símbolo de la barbarie, rodeado por caudillos de chiripá y con aro en la oreja y chupa de tabaco negro. Si triunfan, los indios abrirán con sus chuzas las cajas fuertes de los bancos.
Diario La Nación, 20 de marzo de 1880.

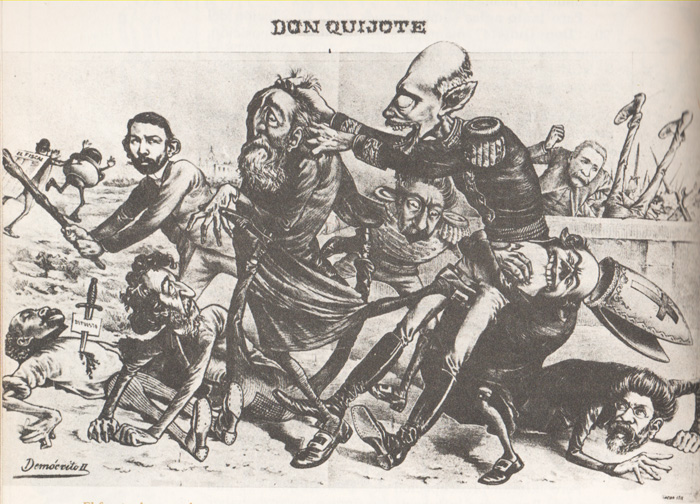
El enfrentamiento entre roquistas y mitristas en una caricatura de Demócrito (Eduardo Sojo), de fines del siglo XIX. La Nación descalificaba a Roca considerándolo "rosista", bárbaro y corrupto.

Por su parte, los críticos de La Nación, como el escritor Eduardo Wilde, cuestionaban la «demagogia retórica», el uso de la calumnia sistemática y las intenciones desestabilizadoras del diario:

El apoyo actual de La Nación es el que prestaría el diablo al alma de un cristiano, más valen los amigos malos que los enemigos tradicionales convertidos...Hace 50 años que el partido del cual ese diario es ahora el órgano único, trae revuelto, intranquilo y anarquizado al país con su demagogia retórica, con la propaganda incendiaria de sus instrumentos de tortura que repartían y reparten la calumnia y la deshonra a todos los vientos. Él ha hecho en esa tierra imposible todo gobierno, corrompiendo y falseando la conciencia pública...
Eduardo Wilde

En 1889 y 1890 jugó un papel político importante impulsando la Revolución del Parque, un sangriento levantamiento cívico-militar organizado por la Unión Cívica, alianza política antiroquista que lideraban Bartolomé Mitre y Leandro Alem. El movimiento tuvo su impulso cuando el 20 de agosto de 1889, cuando La Nación publicó un artículo titulado "¡Tu quoque juventud! En tropel al éxito", firmado por Francisco Barroetaveña, que sacudió a la opinión pública y a la juventud en particular, donde condenaba la ausencia de principios morales y el "desgobierno" del "régimen" del presidente Miguel Juárez Celman diciendo:

En medio de este general desgobierno, o del imperio de este régimen funesto, que suprime la vida jurídica de la Nación reemplazándola por el abuso, se sienten los primeros trabajos electorales para la futura presidencia, asegurándose que el Presidente actual impondrá al sucesor que se le antoje, pues dispone del oro, de las concesiones y de la fuerza necesaria para enervar los caracteres maleables y sofocar cualquier insurrección.

Como consecuencia de su apoyo a la insurrección armada, La Nación fue clausurada por tercera vez en julio de 1890, por el presidente Miguel Juárez Celman, a quien la coalición liderada por Mitre pretendía derrocar.
En 1901 el diario volvió a ser clausurado por el presidente Roca, durante las tratativas del gobierno con los acreedores de la deuda externa, cuando La Nación denunció que los términos del acuerdo significaban una pérdida de la soberanía nacional y habilitaban a las potencias acreedoras a apropiarse de la riqueza nacional.

### Muerte de Mitre y comienzo del ciclo de golpes

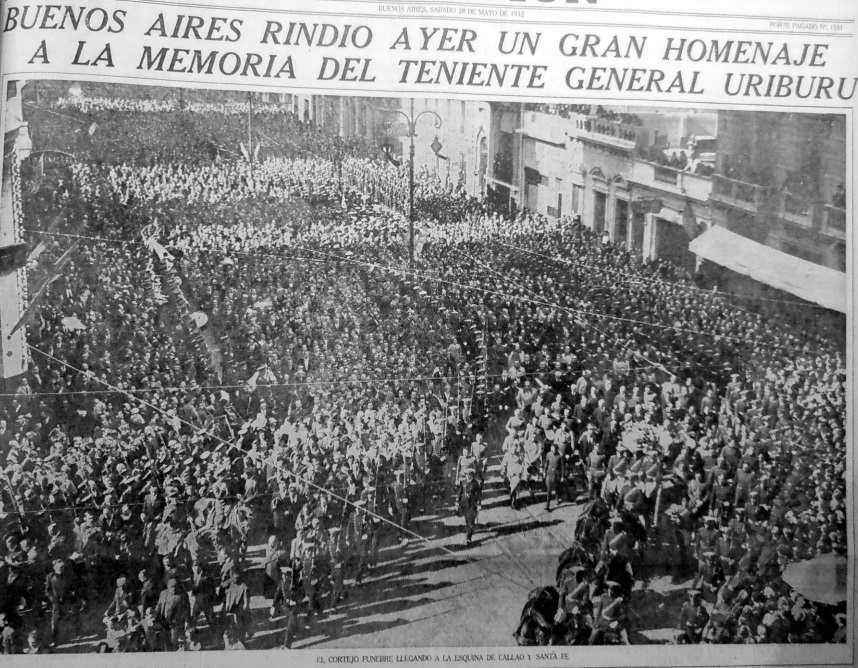
Cobertura en primera página del entierro del dictador José Félix Uriburu.

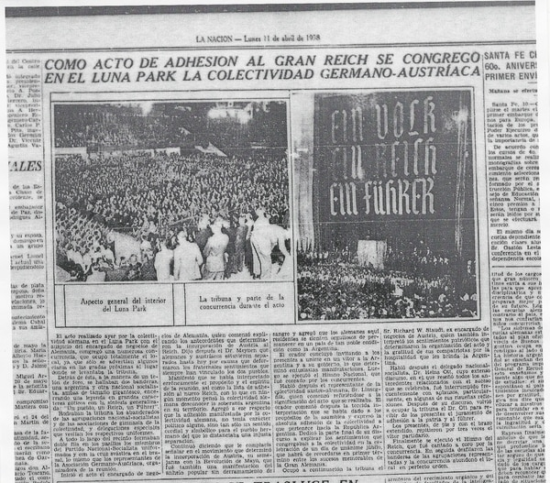
Cobertura de un acto nazi en 1938.

Al morir Mitre en 1906, fue sucedido al frente del diario por sus hijos, Bartolomé Mitre y Vedia y Emilio Mitre. Este último creó S.A. La Nación en 1909, que sigue siendo la sociedad propietaria del diario. Entre 1909 y 1912 los codirectores fueron los nietos del fundador, Luis y Jorge. Luego el primero presidió el directorio de la empresa, y el segundo fue el director periodístico. Por el estatuto accionario, solo pueden ser propietarios descendientes de la familia Mitre.
La muerte de su fundador y la organización del diario como una sociedad comercial cerrada de la familia Mitre, coincidieron en el tiempo con la sanción en 1910 de la ley del voto secreto y obligatorio que puso fin a la llamada "república oligárquica", monopolizada por el roquismo y permitió que en 1916 llegara al poder el primer gobierno democrático, presidido por Hipólito Yrigoyen, líder de la Unión Cívica Radical.
La Nación jugó un papel importante en la elección de Yrigoyen. En aquel momento existía un sistema de sufragio indirecto, y el caudillo radical, pese a haber ganado la elección popular, no tenía los votos suficientes en el Colegio Electoral para ser consagrado presidente. En ese escenario La Nación publicó una editorial sosteniendo que no era conveniente formar un bloque antiradical en el Colegio Electoral que impidiera que Yrigoyen fuera presidente, porque ello daría argumentos a la Unión Cívica Radical para volver a levantarse en armas. En cambio, sostenía el diario mitrista, si los radicales resultaban ganadores, quedaría en evidencia su incapacidad para gobernar.
Años después, el dirigente socialista Federico Pinedo escribiría en su libro En tiempos de la república, que esa editorial de La Nación resultó decisiva para que los electores conservadores cejaran en su intento de formar una mayoría que impidiera la elección de Yrigoyen.
En 1919, durante el Movimiento de Reforma Universitaria, los diarios La Nación y La Prensa adoptaron una postura de cuestionamiento del movimiento estudiantil, calificándolo de anarquista, que llevó a su vez a la Federación Universitaria de La Plata a considerar a ambos diarios como "enemigos del movimiento".
En 1920 La Nación mostró una inflexión en su ideario liberal, designando a Arturo Cancela, un nacionalista católico, como director del suplemento cultural. Desde allí el diario llevó adelante una línea editorial de crítica contra el gobierno radical, que utilizando el costumbrismo y el humor, mostraba un país fallido y en ruinas. En 1922 y 1929 La Nación publicó dos artículos de Benito Mussolini, que por entonces lideraba el movimiento fascista en Italia, y en 1930 uno de León Trotski (1930), a quien el diario calificó como "...un escritor de raza, dueño de un estilo cautivador, matizado por una ironía que suele lindar con el sarcasmo".
A partir de 1921 las editoriales del diario comenzaron a girar alrededor de la disyuntiva "democracia o demagogia", habilitando la intervención militar en este último caso, que se correspondía con su caracterización del yrigoyenismo. En septiembre de 1921 el diario afirmaba que producía malestar entre los oficiales la introducción de la política realizada por los funcionarios civiles a cargo de los Ministerios de Guerra y Marina al aplicar para los ascensos criterios partidistas y para el diario el desmanejo de las fuerzas armadas era una consecuencia natural de la forma en que el gobierno manejaba los asuntos públicos preocupándose por aquellos que podían favorecer sus intereses partidarios.La Nación consideraba que la falencia de la UCR era que nunca había explicitado un programa político indicando las metas y objetivos que perseguía y opinaba que ese comportamiento una vez alcanzado el gobierno tenía explicación en que persistía la conducta que observara cuando se encontraba en la oposición al roquismo.
El 6 de septiembre de 1930 La Nación se pronunció abiertamente a favor del golpe de Estado que derrocó al presidente Hipólito Yrigoyen, el primero de los golpes de Estado que impedirían la consolidación de la democracia en Argentina, hasta fines del siglo XX. En diversas editoriales y artículos de esos días, el diario glorifica el golpe en estos términos:

[El 6 de septiembre] recordará uno de los momentos de mayor comunión espiritual entre el pueblo y su ejército.
La Nación, "El final", 7 de septiembre de 1930

Emocionó en verdad ver esa compenetración perfecta y cordial del ejército y el pueblo, unidos por una cadena invisible que comenzaba en los aplausos de los que veían y terminaba en las sonrisas de los que desfilaban. [... ] Ni aun los más obsecuentes partidarios del gobierno caído, podían dudar en ese momento que el pueblo todo –y en esta designación involucramos civiles y militares– estaba concorde en el deseo de cambiar la situación política que imperó hasta ayer. [...] [El Ejército] no es entre nosotros una casta diferenciada, sino una de las partes más nobles y puras del pueblo mismo.
La Nación, "Un espectáculo impresionante", 7 de septiembre de 1930

En 1932 Luis Mitre asumió ambas funciones, las que mantuvo hasta su muerte en 1950.

### El peronismo
El 4 de junio de 1943 se produjo la llamada Revolución del 43, que puso fin a la sucesión de gobiernos fraudulentos de la denominada Década infame, instalando una dictadura militar sin un liderazgo claro, en la que múltiples grupos se disputaron el poder. En ese marco, entre 1944 y 1945 surgió el peronismo, un movimiento impulsado principalmente por los sindicatos socialistas y sindicalistas revolucionarios (anarquistas), liderado por el coronel Juan Domingo Perón, que ganó las elecciones presidenciales de 1946. La Nación, a diferencia del diario La Prensa, su principal competencia en el mercado periodístico argentino, asumió una postura que evolucionó desde el rechazo abierto del peronismo en los inicios, a una aceptación crítica a partir de 1951.
En septiembre de 1945, el director del diario, Luis Mitre, fue detenido brevemente, acusado de estar involucrado en un golpe de Estado liderado por el general Arturo Rawson, el primero de los dictadores de la Revolución del 43.
En ocasión del intento de golpe de Estado del 28 de septiembre de 1951, La Nación lo condenó y sostuvo que el gobierno de Perón era un gobierno democrático, cambiando la caracterización del mismo que había hecho con anterioridad. Cuando se produjo el golpe de 1955 y se instaló la dictadura autodenominada Revolución Libertadora, La Nación se diferenció de otros diarios que celebraban el derrocamiento del gobierno constitucional, para adoptar una línea moderada sin tintes antiperonistas.
Coincidiendo con el cambio de orientación editorial de La Nación, en 1950 falleció Luis Mitre y la conducción del diario pasó a Bartolomé Mitre (III), bisnieto del fundador, quien se mantuvo hasta su fallecimiento en 1982.

### El terrorismo de Estado

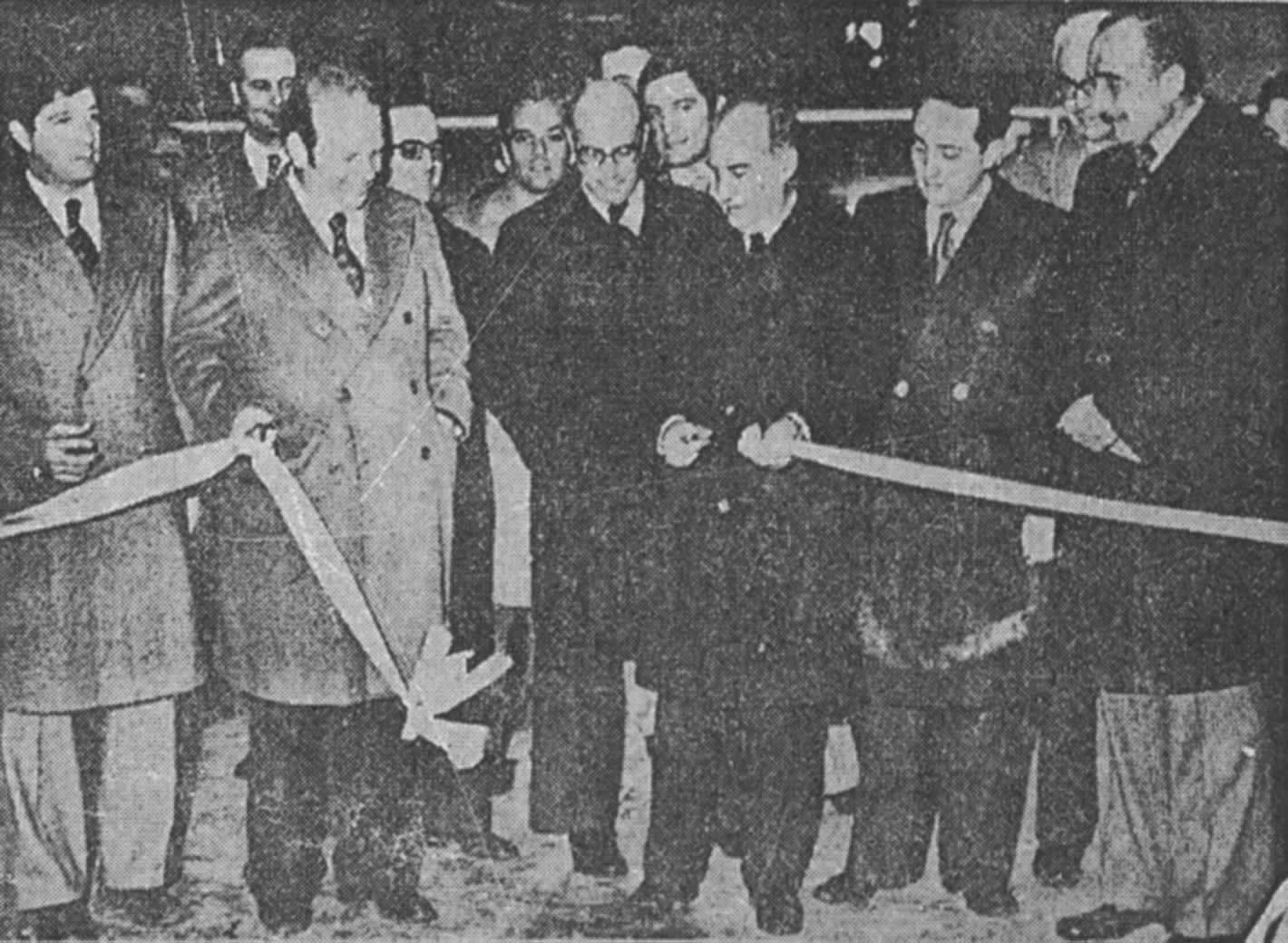
1978: en la foto, Bartolomé Mitre (IV) de La Nación, y el director de Clarín, Héctor Magnetto, inauguran la planta de Papel Prensa, junto a dos funcionarios de la dictadura.

El 24 de marzo de 1976 fue derrocado nuevamente un gobierno constitucional y se instaló una dictadura que aplicó una política sistemática de terrorismo de Estado, que causó miles de víctimas de desaparición forzada, asesinatos, torturas, exilios, secuestros de niños, etc. La Nación mantuvo una línea editorial de apoyo a la dictadura y justificación del terrorismo cuando era practicado por el Estado.
La familia Papaleo ha denunciado que La Nación fue parte de una operación ilegal, impulsada por la dictadura, que resultó en la transferencia forzada de las acciones que poseían en la empresa Papel Prensa. Sin embargo, el dinero proveniente de la familia Graiver Papaleo era originario del secuestro de los hermanos Born y luego entregado al banquero Graiver. Durante la dictadura militar Papel Prensa fue vendida con motivo de devolución del dinero a la corporación Bunge & Born mediante negociaciones por Rodolfo Galimberti. Para comienzos del gobierno de Alfonsin el estado nacional mediante dinero público financia tanto a la familia Graiver como a empresa Bunge y Born por los 60 millones de dólares por el secuestro de los hermanos Born.  Una causa judicial iniciada en 2010, rechazó la denuncia, dictaminando que no se pudo probar la existencia de crímenes de lesa humanidad relacionados con la transferencia de las acciones de Papel Prensa, razón por la cual la causa había prescripto.

## Propiedad
El diario fue propiedad privada individual de Bartolomé Mitre hasta su muerte en 1906, pasando la propiedad a sus hijos. Tres años después, en 1909, los dueños del diario decidieron formar una sociedad anónima, bajo el nombre "La Nación S.A.", de la que fueron accionistas los miembros de la familia Mitre hasta la década de 1990.
Entre fines de 1995 y principios de 1996, una accionista minoritaria del diario, Matilde Noble Mitre de Saguier, inició una compleja trama societaria con el fin de tomar control del grupo La Nación. Desde entonces todo el Grupo La Nación quedó bajo el control mayoritario de una sociedad anónima llamada MNMS Holding, que a su vez es controlada mayoritariamente, en un 70%, por un misterioso grupo inversor llamado Barton Corp, cuyos propietarios se ignoran, quedando el 30% en manos de la familia Noble Mitre Saguier. La Nación no ha informado oficialmente la composición accionaria de su capital, ni de las empresas controlantes.
Distintos investigadores han investigado la toma de control del grupo La Nación por la alianza entre el grupo Barton y la familia Noble Mitre Saguier, para desplazar a la familia Mitre. Para ello, Matilde Noble Mitre Saguier, creó una sociedad anónima con sede en Argentina denominada "MNMS Holding SA", que a su vez quedó bajo el control de dos sociedades offshore, una domiciliada en las Islas Vírgenes Británicas, llamada Matilde Saguier Corp, controlada por la familia Saguier, y una sociedad fantasma llamada Barton Corp, con domicilio en las Islas Caimán. Barton Corp es la organización societaria que adoptó el grupo inversor que aportó el dinero para que la familia Noble Mitre Saguier pudiera comprar la mayoría de las acciones de La Nación y es a su vez propiedad de Korn Corp, otra sociedad fantasma con domicilio en las Islas Caimán. Existen diversas versiones sobre quienes serían las personas reales detrás de las sociedades Barton y Korn, y su relación con un posible lavado de dinero. Según Santiago O'Donnell y Tomás Lukin, dentro del diario La Nación se sospechó en ese momento que el dinero había sido puesto por el Grupo Clarín, tomando en cuenta el hecho de que Matilde Noble Mitre Saguier era sobrina de Ernestina Herrera de Noble (la dueña de Clarín) y que luego de la toma de control, ambos grupos periodísticos se asociaron para comprar dos diarios estratégicos del interior del país, La Voz del Interior de Córdoba y Los Andes de Mendoza.
En 2019 la revista Forbes informó que MNMS Holding (Grupo Barton + familia Noble Mitre Saguier) era propietario del 62,95% de las acciones de La Nación S.A.; quedando en minoría los Mitre con el 20,56% de ellas; los Drago Mitre con el 0,96%; y los Gowland Mitre, el 0,39%.
En 2021, una de las principales accionistas, Esmeralda Mitre, ha declarado que el expresidente argentino, Mauricio Macri, canceló parte de una deuda millonaria en dólares de la familia Noble Mitre Saguier, accediendo por ese medio al control del grupo.

## Orientación política
La Nación apareció como un diario partidista, con el fin de sostener la acción política de su fundador Bartolomé Mitre y así se mantuvo durante varias décadas. Hasta 1890 sostuvo el ideal nacionalista y liberal de su propietario, líder del Partido Nacionalista, quien propuso una síntesis del unitarismo y el federalismo, formando un Estado nacional fuerte. A partir de 1890 apoyó la acción de Mitre como líder de la Revolución del Parque y luego al frente de la Unión Cívica Nacional.
A la muerte de Mitre en 1906, La Nación consolidó una tendencia liberal-conservadora, crítica de los gobiernos radicales y peronistas elegidos a partir de que se estableció el sufragio secreto en 1912, manteniéndose cerca de los sectores de las Fuerzas Armadas y los grandes productores agropecuarios del país, que impidieron la consolidación de la democracia mediante golpes de Estado cívico-militares.

## Formato
De formato berlinés de lunes a viernes y sábana los sábados y domingos (formato que utilizó hasta noviembre de 2016).

## Columnistas y autores
Por sus columnas y notas de opinión han pasado personalidades de diversas vertientes ideológicas. Muchos de los más famosos escritores mundiales del idioma español como José Martí, Miguel de Unamuno, Eduardo Mallea, José Ortega y Gasset, Rubén Darío, Alfonso Reyes Ochoa, Jorge Luis Borges, Mario Vargas Llosa y Manuel Mujica Lainez han publicado columnas. Alberto Lleras Camargo, quien fuera 2 veces presidente de Colombia (1945–1946) y (1958–1962), y primer secretario general de la Organización de los Estados Americanos, trabajó en este periódico entre 1926 y 1929.
Entre sus columnistas más destacados se encuentran: Mario Vargas Llosa, Carlos Pagni, Hugo Alconada Mon, Joaquín Morales Solá, Pola Oloixarac, José del Río, Alberto Benegas Lynch (h), entre otros.

## Controversias
En conjunto con el Grupo Clarín son accionistas mayoritarios de Papel Prensa S. A. (en la que participa el Estado Nacional). Esta compañía es productora en la Argentina de papel de diario y ha sido acusada de contaminación ambiental y de vender el insumo a precios altos a diarios independientes así como de tener el monopolio de la producción nacional, lo que configuraría una competencia desleal en la prensa argentina.

## La Nación Más

### Señal de televisión
A fines de septiembre de 2016 se anunció el lanzamiento de La Nación +, canal de televisión propio para cableoperadoras de todo el país.
- DirecTV: Canal 715 (SD) / Canal 1715 (HD)
- Flow: Canal 19 SD/HD
- Telecentro: Canal 1 (SD)
- TeleRed: Canal 20 (SD) / Canal 118 (HD)
- Super: Canal 9 (SD)
- TDA: Canal 25.03
- Antina: Canal 6
- Claro TV: Canal 18
- Movistar TV: Canal 101

## Críticas

### Apoyo a golpes de Estado
Según un trabajo de María Alejandra Vitale, doctora en Letras de la Cátedra de Lingüística Interdisciplinaria de la Facultad de Filosofía y Letras de la Universidad de Buenos Aires, el diario apoyó los golpes de Estado desde 1930 hasta 1976.

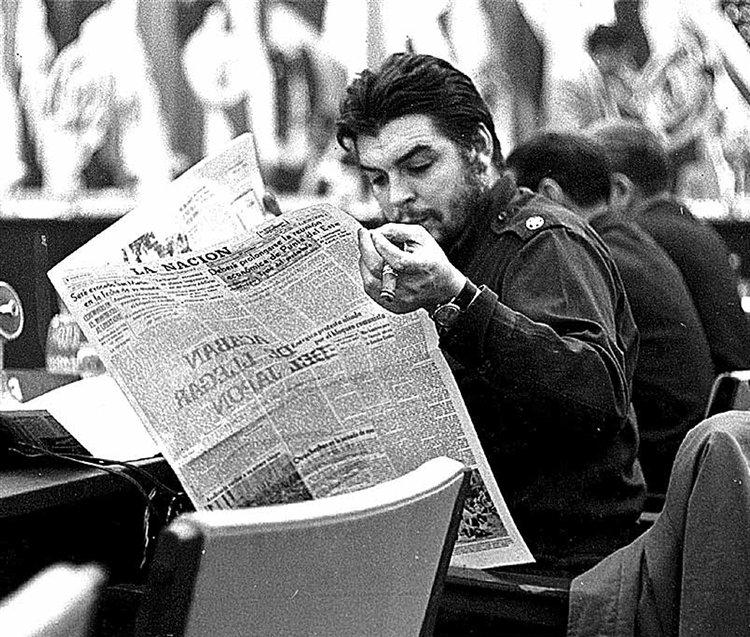
Ernesto Guevara en agosto de 1961, durante la Conferencia de Punta del Este, leyendo el diario La Nación.

### Denuncias rechazadas por la justicia sobre Papel Prensa S.A.
En 2010, el gobierno argentino, en el contexto de una escalada de tensión con multimedios privados, denunció, a partir de una investigación propia y testimonios de víctimas, al Grupo Clarín y al diario La Nación de haber obtenido beneficios ilegítimos de la empresa Papel Prensa, mediante métodos reñidos con la buena fe comercial y presiones ilegales en complicidad con la última dictadura militar, lo cual fue negado por esos diarios. Miembros de la familia Graiver apoyaron la acusación y otros la rechazaron. El juez Julián Ercolini, a cargo de la causa, dictaminó en 2016 el sobreseimiento de Héctor Magnetto, Bartolomé Mitre, Ernestina Herrera de Noble, Raymundo Juan Pío Podestá y Guillermo Juan Gainza Paz. Dictaminó que no existiría evidencia de que la venta hubiese estado influida por crímenes cometidos durante el proceso militar, ni de que la venta se hubiese realizado a un precio muy inferior al de mercado.

### Condena al terrorismo de Estado y a los actos de la guerrilla
En noviembre de 2015 un editorial del diario causó repudio y rechazo de parte de Adolfo Pérez Esquivel, de organismos y de periodistas que aclararon que no compartían lo allí expresado. La empresa afirmó que "el editorial no aboga por suspender los juicios sobre violaciones a los derechos humanos que se están llevando a cabo ni reivindica a genocidas. Por el contrario, condena al terrorismo de Estado, al tiempo que también cuestiona a grupos terroristas que actuaron en los años 70" y requiere se resuelva "la situación de padecimiento de condenados, procesados e incluso de sospechosos de la comisión de delitos cometidos durante los años de la represión subversiva y que se hallan en cárceles a pesar de su ancianidad". Agregó que aboga porque se ponga fin a "actos de persecución" contra magistrados judiciales en actividad o retiro.

## Premios y distinciones
La Nación fue elegido el diario mejor diseñado del mundo por la Society for News Design (SND), considerados los "Pulitzer" de diseño editorial. La distinción fue anunciada anoche en el marco de la ceremonia de apertura del Congreso Anual de Diseño Periodístico.
La categoría "World's Best Designed Newspaper" es un podio de tres medios, en el que La Nación fue elegido junto con The New York Times, de Estados Unidos, y The Sunday Times, de Gran Bretaña.
Recibió también una medalla de plata por la producción multiplataforma de "Los cuadernos de las coimas", ocho medallas exclusivas digitales y dos menciones de excelencia para la revista del domingo. Se consolida, así, una forma de estructurar y narrar visualmente las noticias del día en todos los soportes disponibles.
A esta distinción se suman los premios ÑH, que eligieron a La Nación durante dos años consecutivos, en 2016 y en 2017, el diario nacional con mejor diseño de Iberoamérica.

## Secciones
El diario La Nación cuenta con cinco secciones fijas diarias:
1. Sección primera: Política, información general, exterior, ciencia, opinión, etc.
2. Sección segunda: Economía.
3. Sección tercera: Deportes.
4. Sección cuarta: Espectáculos.
5. Sección quinta: Clasificados.

Cuenta con 18 suplementos semanales:
| - Revista - Tecnología - Al volante - Moda y Belleza - Turismo - Campo | - Enfoques - adnCULTURA - Arquitectura - Empleos - Comercio Exterior - Countries | - Propiedades - Inmuebles Comerciales - Arte - Salud - Comunidad (mensual) - Rugby (semanal) |

## Sedes

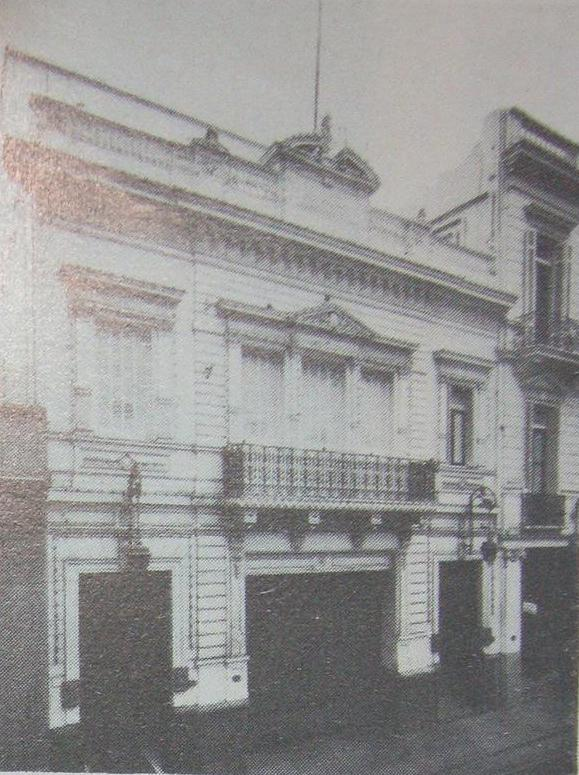
El edificio de San Martín 350.

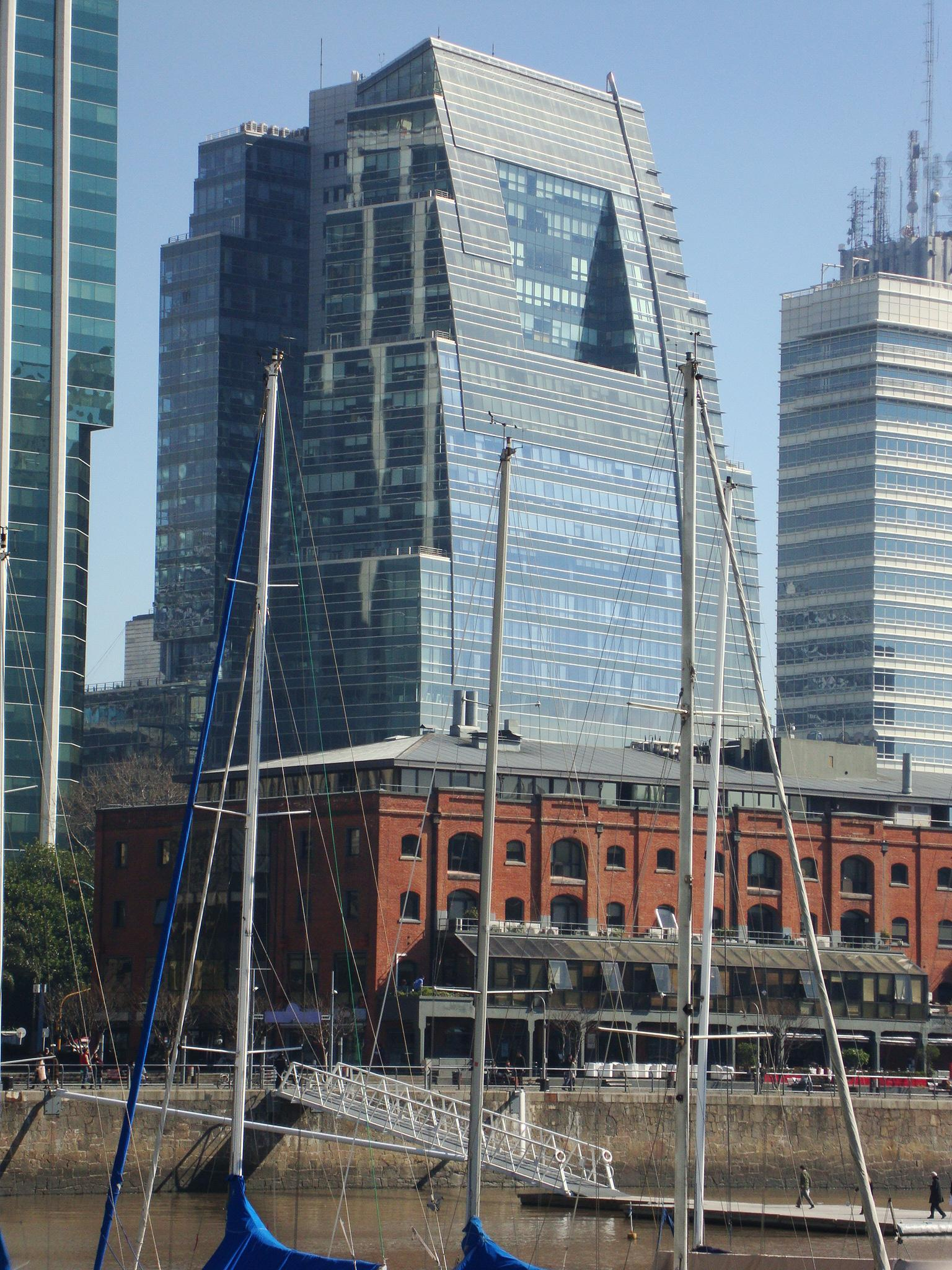
Bouchard Plaza, antigua sede de la redacción.

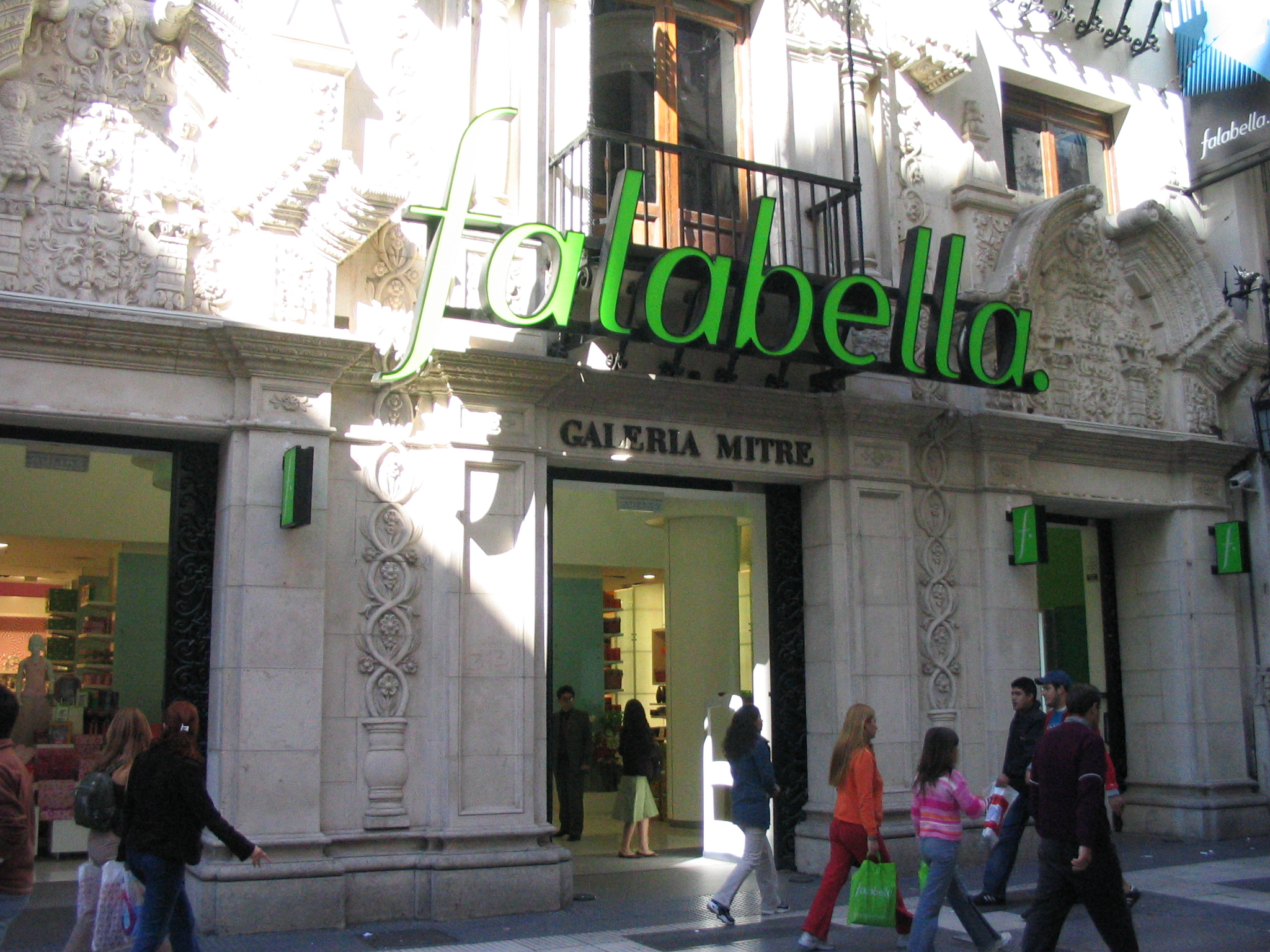
La antigua sede en el número 373 de la calle Florida.

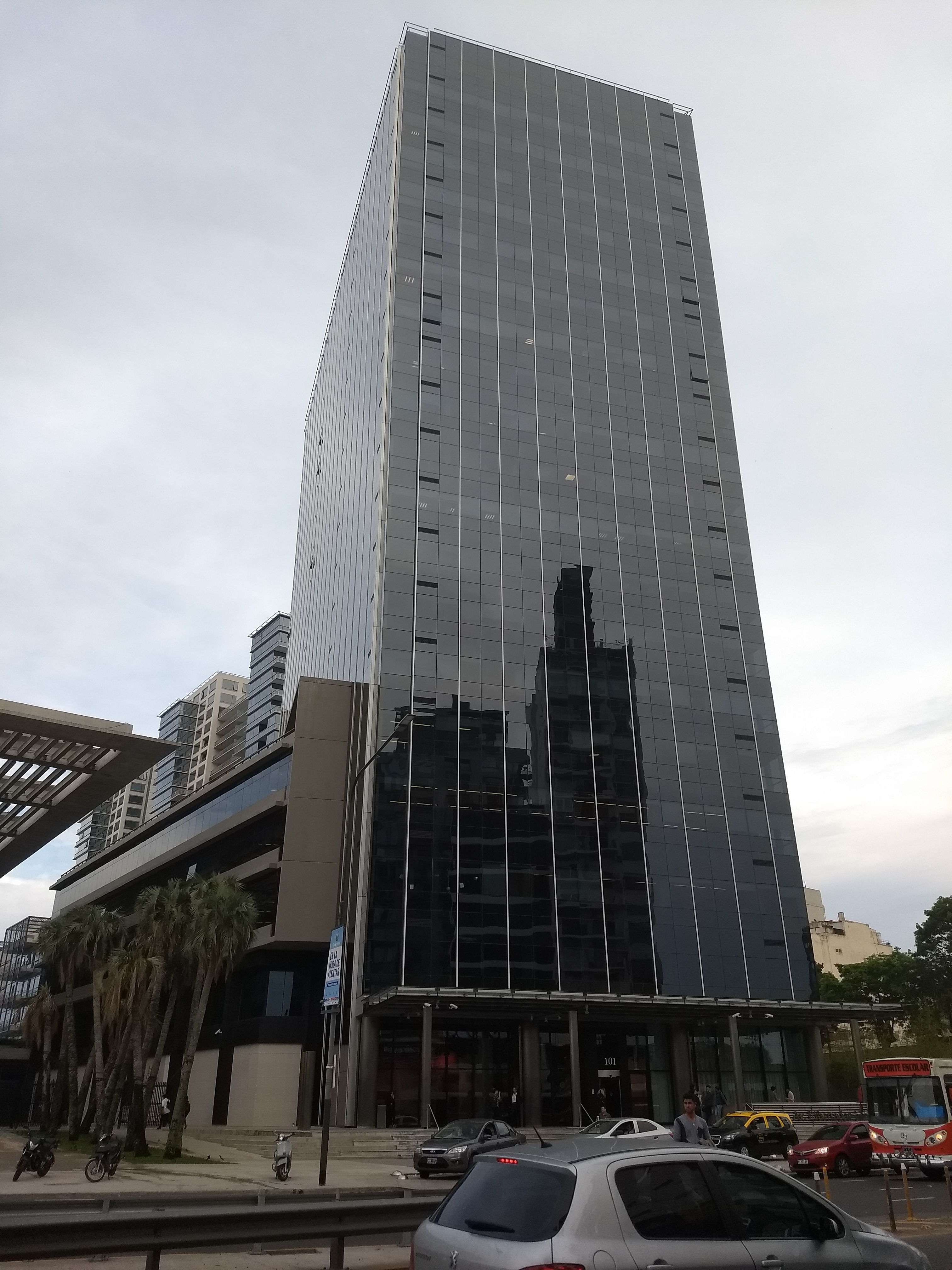
Torre Al Río, edificio donde se encuentra actualmente la redacción del diario y demás oficinas de uso administrativo.

En 1870, el diario comenzó a redactarse en la residencia de Bartolomé Mitre, de calle San Martín 336, una casa colonial de fines del siglo XVIII, que le había sido donada mediante colecta popular al terminar su período presidencial y que sigue en pie, transformada en museo.
En 1884, comenzó la expansión del diario con la construcción del edificio propio, en el terreno contiguo. Era de un diseño ecléctico de influencia italiana, proyectado por el ingeniero Emilio Mitre y construido por el ingeniero Juan Antonio Buschiazzo. Este edificio, en San Martín 350, tenía subsuelo, dos plantas y estaba distribuido en tres cuerpos separados por patios internos, ya que su parcela contaba con 57 metros de profundidad. Se inauguró el 16 de abril de 1895 y, décadas más tarde, anexaría un edificio de oficinas contiguo.
El 12 de octubre de 1929, se inauguró el anexo de la calle Florida 373, un singular diseño de estilo neocolonial español del arquitecto Estanislao Pirovano, que reflejó la tendencia "americanista" del diario en esa época. La "Sucursal Florida" se conectaba por los fondos con la casa de la calle San Martín y poseía en su fachada pizarras a donde se anunciaban los titulares recientes.
Ya en 1955, La Nación llamaba a un concurso de arquitectura para proyectar una nueva sede, que ocuparía una manzana en la Avenida Eduardo Madero, frente a Puerto Madero. El diseño ganador fue de los arquitectos Sánchez Elía, Peralta Ramos y Agostini. Su construcción comenzó en 1960, avanzó con lentitud y, recién en 1969, comenzó el traslado al primer nivel habilitado, adonde se instalaron las rotativas. La segunda etapa, que alcanzó al piso sexto, se inauguró en 1975, pero el edificio no estuvo terminado en sus detalles sino hasta 1980.
En 1992 comenzó la demolición de los viejos edificios de la calle Florida y San Martín, con el objetivo de construir una torre de oficinas y una galería comercial. La fachada neocolonial del arquitecto Pirovano fue conservada, pero el edificio más antiguo de la calle San Martín desapareció. La torre San Martín 344 fue terminada en 2003 y la galería comercial es una sucursal de la tienda Falabella.
En 2001, comenzó una remodelación completa, cuando el estudio de arquitectura estadounidense HOK proyectó la construcción de una torre sobre el edificio existente, y una reforma completa de fachada, revistiéndola en vidrio con un aspecto más moderno. Las obras fueron demoradas y el nuevo Bouchard Plaza se inauguró en 2004. Se conservó la redacción en un par de pisos de la nueva torre, pero los talleres se trasladaron al barrio de Barracas.
Desde 2015, la redacción y demás oficinas administrativas del diario se encuentran en la Torre Al Río, en el municipio de Vicente López.
La Nación fue la primera empresa en mudar sus oficinas al nuevo espacio. De los 19 pisos (que alcanzan una altura total de 89 metros), La Nación ocupa los primeros cinco, que están unidos por una gran escalera vidriada circular. Una de las mayores innovaciones está en el uso de la luz: un muro cortina de vidrio que permite una gran presencia de luz natural, con control solar por tipo y color del vidrio, y sistemas de black out para usar según la necesidad.

## Véase también

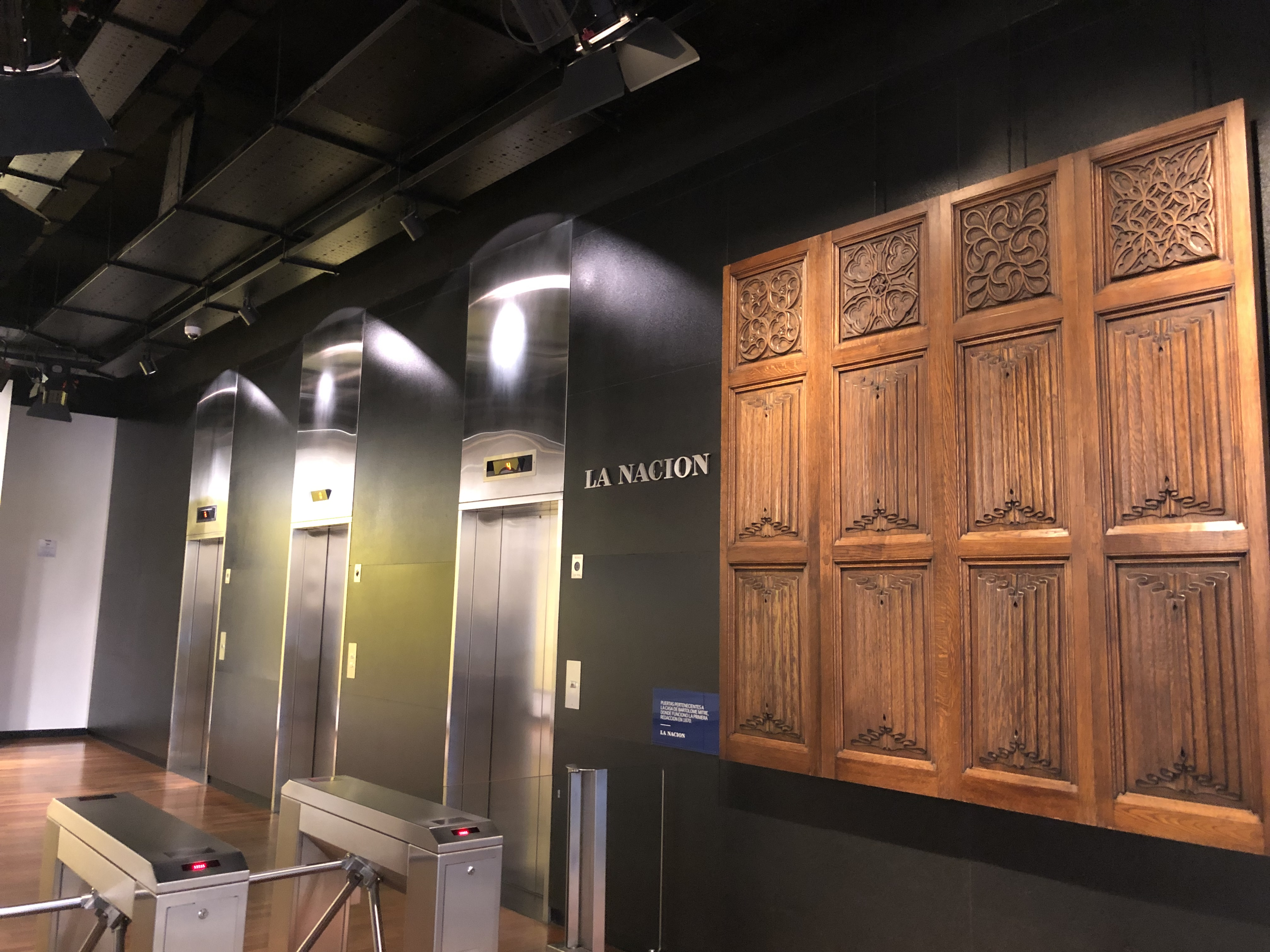
Ingreso a las oficinas en el vestíbulo de la Torre al Río

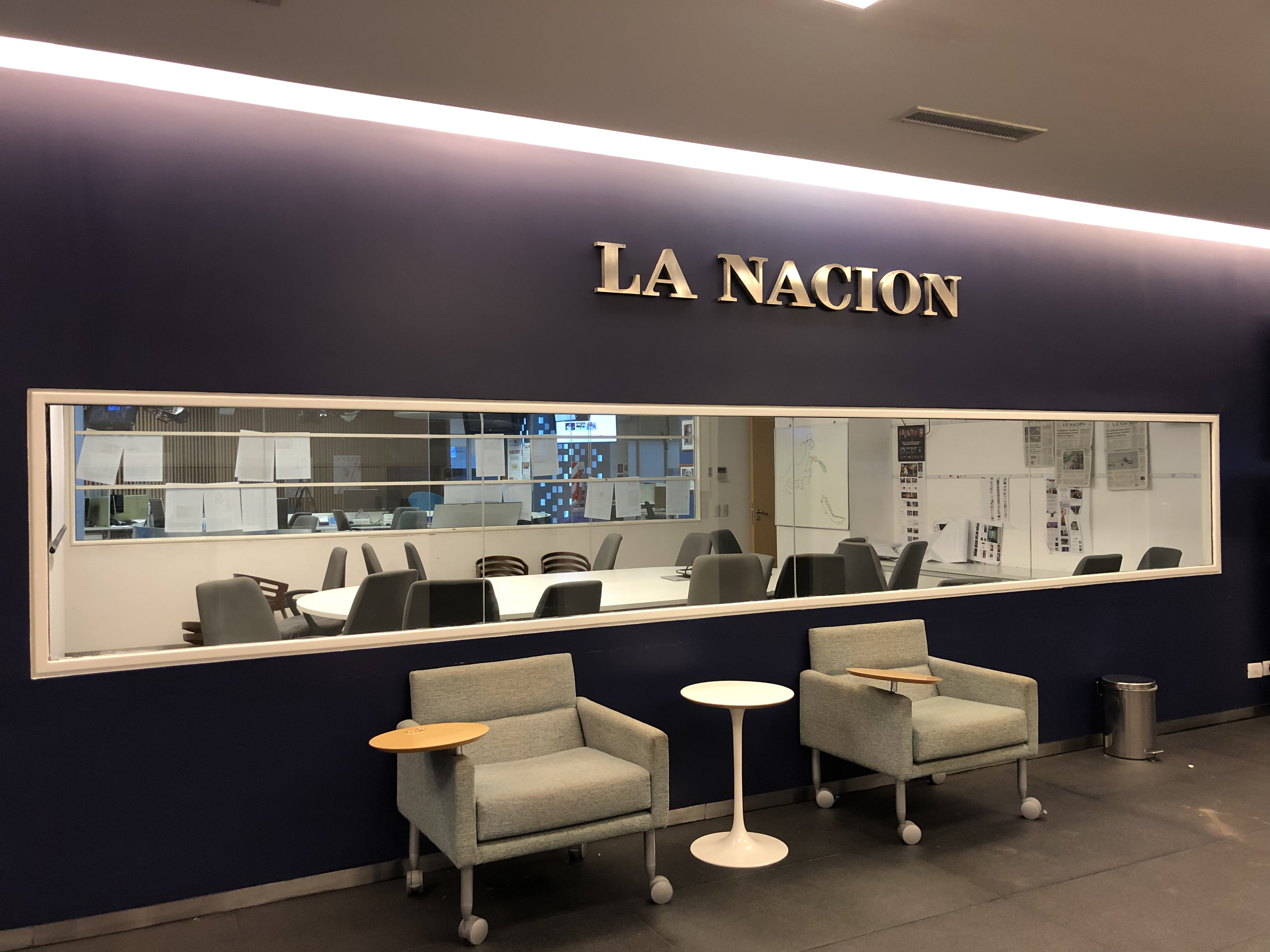
Redacción